# چگالی خطی

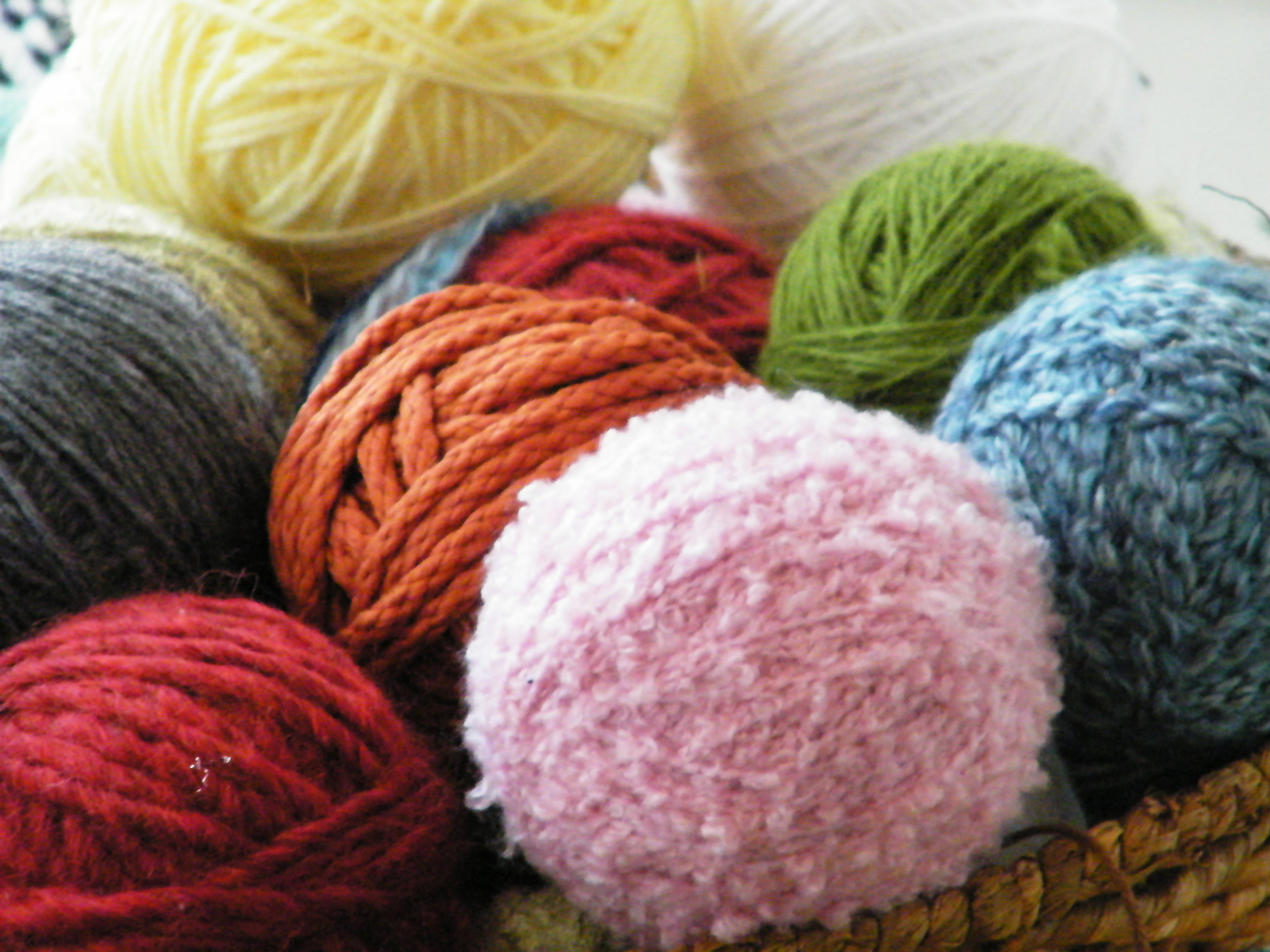
برای نمونه؛ چگالی خطی نخ، نشان‌دهندهٔ مقدار الیاف در واحد طول است.

چگالی خطی(به انگلیسی: Linear density) عبارت است از مقدار یک کمیت بر واحد طول. چگالی جرمی خطی (مقدار جرم در واحد طول) و چگالی بار خطی (مقدار بار الکتریکی بر واحد طول)، دو نمونه پر کاربرد از این کمیت در علوم مهندسی هستند.

## چگالی جرمی خطی
چگالی جرمی خطی به صورت زیر قابل محاسبه است که در آن {\displaystyle M} جرم کل و {\displaystyle L} طول کل است که واحد آن kg/m می باشد .
{\displaystyle {\bar {\lambda }}_{m}={\frac {M}{L}}}

## چگالی بار خطی
چگالی بار خطی به صورت زیر قابل محاسبه است که در آن {\displaystyle Q} بار کل و {\displaystyle L} طول کل است.
{\displaystyle {\bar {\lambda }}_{q}={\frac {Q}{L}}}